# Bundestagswahlkreis Märkisch-Oderland – Barnim II
Der Bundestagswahlkreis Märkisch-Oderland – Barnim II (Wahlkreis 59) ist ein Wahlkreis in Brandenburg für die Wahlen zum Deutschen Bundestag. Er umfasst den Landkreis Märkisch-Oderland und vom Landkreis Barnim die Gemeinden Ahrensfelde, Bernau bei Berlin, Panketal und Werneuchen. Bei der letzten Bundestagswahl waren 230.362 Einwohner wahlberechtigt.

## Geschichte
Der Wahlkreis wurde im Zuge der Neuordnung der Wahlkreise in Brandenburg vor der Bundestagswahl 2002 aus Teilen der ehemaligen Wahlkreise Eberswalde – Bernau – Bad Freienwalde und Fürstenwalde – Strausberg – Seelow neu gebildet.
Zum Wahlkreis gehörte ursprünglich das gesamte Amt Panketal. Nach dessen Auflösung 2003 ging vor der Bundestagswahl 2005 die ehemalige Gemeinde Börnicke an den Bundestagswahlkreis Oberhavel – Havelland II. Gleichzeitig kamen die Gemeinde Marienwerder und die ehemalige Gemeinde Zerpenschleuse vom Bundestagswahlkreis Uckermark – Barnim I zum Wahlkreis hinzu. Vor 2013 trug der Wahlkreis die Nummer 60, seither die Nummer 59. Zur Bundestagswahl 2017 gab der Wahlkreis die Gemeinde Wandlitz und das Amt Biesenthal-Barnim an den Wahlkreis Uckermark – Barnim I ab.

## Wahlkreisabgeordnete
| Wahl | Abgeordneter | Abgeordneter               | Partei | Stimmen in % |
| ---- | ------------ | -------------------------- | ------ | ------------ |
| 2002 |              | Petra Bierwirth            | SPD    | 42,9         |
| 2005 | 35,4         | Petra Bierwirth            | SPD    |              |
| 2009 |              | Dagmar Enkelmann           | LINKE  | 37,0         |
| 2013 |              | Hans-Georg von der Marwitz | CDU    | 34,0         |
| 2017 | 28,4         | Hans-Georg von der Marwitz | CDU    |              |
| 2021 |              | Simona Koß                 | SPD    | 24,7         |
| 2025 |              | René Springer              | AfD    | 36,1         |

## Wahlergebnisse

### Bundestagswahl 2025
| Kandidaten                                             | Kandidaten                 | Parteien/Listen       | Erststimmen | Erststimmen | Zweitstimmen | Zweitstimmen |
| Kandidaten                                             | Kandidaten                 | Parteien/Listen       | Stimmen     | %           | Stimmen      | %            |
| ------------------------------------------------------ | -------------------------- | --------------------- | ----------- | ----------- | ------------ | ------------ |
|                                                        | Simona Koß                 | SPD                   | 35.789      | 18,7        | 25.136       | 13,1         |
|                                                        | Rene Kaplick               | CDU                   | 34.599      | 18,1        | 32.399       | 16,9         |
|                                                        | Anton Wulke                | Bündnis 90/Die Grünen | 7.625       | 4,0         | 11.133       | 5,8          |
|                                                        | Wolfgang Schure            | FDP                   | 4.692       | 2,5         | 5.551        | 2,9          |
|                                                        | René Springergewählt im WK | AfD                   | 69.020      | 36,1        | 64.891       | 33,8         |
|                                                        | Carolin Schönwald          | Die Linke             | 25.447      | 13,3        | 21.637       | 11,3         |
|                                                        | Jörg Arnold                | Freie Wähler          | 6.648       | 3,5         | 3.330        | 1,7          |
|                                                        | Marco Kirstein             | Die PARTEI            | 3.047       | 1,6         | 1.842        | 1,0          |
|                                                        | Florian Dickau             | Volt                  | 2.066       | 1,1         | 1.466        | 0,8          |
|                                                        | –                          | MLPD                  | –           | –           | 136          | 0,1          |
|                                                        | René Elend                 | Bündnis Deutschland   | 2.192       | 1,1         | 673          | 0,4          |
|                                                        | –                          | BSW                   | –           | –           | 23.635       | 12,3         |
| Gesamt                                                 | Gesamt                     | Gesamt                | 191.125     | 100         | 191.829      | 100          |
|                                                        |                            |                       |             |             |              |              |
| Ungültige Stimmen                                      | Ungültige Stimmen          | Ungültige Stimmen     | 1.890       | 1,0         | 1.186        | 0,6          |
| Wähler                                                 | Wähler                     | Wähler                | 193.015     | 83,3        | 193.015      | 83,3         |
| Wahlberechtigte                                        | Wahlberechtigte            | Wahlberechtigte       | 231.598     |             | 231.598      |              |
|                                                        |                            |                       |             |             |              |              |
| Quellen: Die Bundeswahlleiterin, Kandidaten – Ergebnis |                            |                       |             |             |              |              |

### Bundestagswahl 2021
Bei der Bundestagswahl 2021 sind für den Wahlkreis 59 19 Parteien mit Landeslisten und zwölf Kandidaten für das Direktmandat angetreten. Die Wahlbeteiligung lag bei 76,6 %.
| Direktkandidat       | Partei           | Erststimmen in % | Zweitstimmen in % |
| -------------------- | ---------------- | ---------------- | ----------------- |
| Sabine Buder         | CDU              | 23,4             | 15,1              |
| Lars Günther         | AfD              | 18,3             | 18,2              |
| Simona Koß           | SPD              | 24,7             | 27,9              |
| Niels-Olaf Lüders    | DIE LINKE        | 12,5             | 10,3              |
| Mirko Dachroth       | FDP              | 7,0              | 8,6               |
| Kim Stattaus         | GRÜNE            | 6,7              | 8,0               |
| –                    | Tierschutzpartei | –                | 3,1               |
| Mario Schlauß        | Die PARTEI       | 2,5              | 1,4               |
| –                    | FREIE WÄHLER     | –                | 3,5               |
| –                    | NPD              | –                | 0,3               |
| Hans-Günter Schleife | DKP              | 0,3              | 0,2               |
| Roman Kutschick      | ÖDP              | 0,4              | 0,2               |
| –                    | MLPD             | –                | 0,0               |
| Dirk Herzog          | dieBasis         | 2,1              | 1,6               |
| –                    | Die Humanisten   | –                | 0,1               |
| –                    | PIRATEN          | –                | 0,4               |
| –                    | Team Todenhöfer  | –                | 0,2               |
| –                    | UNABHÄNGIGE      | –                | 0,6               |
| –                    | Volt             | –                | 0,3               |
| Ralf Lorenz          | Einzelbewerber   | 1,3              | –                 |
| Olaf Schütz          | Einzelbewerber   | 0,5              | –                 |

### Bundestagswahl 2017
Bei der Bundestagswahl 2017 am 24. September gab es 226.424 Wahlberechtigte, die Wahlbeteiligung lag bei 75,1 Prozent.
| Direktkandidat             | Partei           | Erststimmen in % | Zweitstimmen in % |
| -------------------------- | ---------------- | ---------------- | ----------------- |
| Hans-Georg von der Marwitz | CDU              | 28,4             | 25,1              |
| Stephen Ruebsam            | SPD              | 15,8             | 15,4              |
| Kerstin Kühn               | DIE LINKE        | 22,5             | 20,7              |
| Andreas Schuffenhauer      | AfD              | 20,2             | 20,7              |
| Jan Sommer                 | GRÜNE            | 05,4             | 04,7              |
| —                          | NPD              | —                | 00,7              |
| Mirko Dachroth             | FDP              | 04,2             | 06,6              |
| Winfried Dreger            | FREIE WÄHLER     | 02,8             | 01,5              |
| —                          | MLPD             | —                | 00,1              |
| —                          | BGE              | —                | 00,4              |
| Werner Grünwald            | DKP              | 00,7             | 00,3              |
| —                          | DM               | —                | 00,3              |
| —                          | ÖDP              | —                | 00,2              |
| —                          | Die PARTEI       | —                | 01,4              |
| —                          | Tierschutzpartei | —                | 02,0              |

### Bundestagswahl 2013
Die Bundestagswahl 2013 hatte folgendes Ergebnis:
| Direktkandidat             | Partei          | Erststimmen in % | Zweitstimmen in % |
| -------------------------- | --------------- | ---------------- | ----------------- |
| Dagmar Enkelmann           | DIE LINKE       | 32,9             | 26,3              |
| Olaf Mangold               | SPD             | 20,3             | 21,8              |
| Hans-Georg von der Marwitz | CDU             | 34,0             | 32,3              |
| Fritz Krause-Uhl           | FDP             | 1,1              | 2,2               |
| Michael Jungclaus          | GRÜNE           | 3,4              | 4,2               |
| Lore Liese                 | NPD             | 3,4              | 2,5               |
| Jonathan Dehn              | PIRATEN         | 2,7              | 2,3               |
| —                          | REP             | —                | 0,2               |
| —                          | MLPD            | —                | 0,1               |
| —                          | AfD             | —                | 6,4               |
| —                          | pro Deutschland | —                | 0,5               |
| Andreas Eißrig             | FREIE WÄHLER    | 1,5              | 1,2               |
| René Büttner               | unabhängig      | 0,4              | —                 |
| Christel Focken            | unabhängig      | 0,3              | —                 |

### Bundestagswahl 2009
Die Bundestagswahl 2009 hatte folgendes Ergebnis:
| Direktkandidat             | Partei     | Erststimmen in % | Zweitstimmen in % |
| -------------------------- | ---------- | ---------------- | ----------------- |
| Dagmar Enkelmann           | DIE LINKE  | 37,0             | 33,6              |
| Ravindra Gujjula           | SPD        | 22,7             | 21,6              |
| Hans-Georg von der Marwitz | CDU        | 23,6             | 21,6              |
| Guido Beier                | FDP        | 6,6              | 9,0               |
| Thomas Dyhr                | GRÜNE      | 4,8              | 6,0               |
| Kersten Radzimanowski      | NPD        | 3,6              | 2,6               |
| —                          | PIRATEN    | —                | 2,7               |
| —                          | DVU        | —                | 1,3               |
| —                          | MLPD       | —                | 0,1               |
| —                          | FWD        | —                | 1,0               |
| Dirk Weßlau                | unabhängig | 1,3              | —                 |

### Bundestagswahl 2005
Die Bundestagswahl 2005 hatte folgendes Ergebnis:
| Direktkandidat    | Partei      | Erststimmen in % | Zweitstimmen in % |
| ----------------- | ----------- | ---------------- | ----------------- |
| Petra Bierwirth   | SPD         | 35,4             | 34,7              |
| Dierk Homeyer     | CDU         | 20,4             | 18,7              |
| Detlef Grabert    | FDP         | 3,8              | 6,6               |
| Georg Stockburger | GRÜNE       | 2,6              | 4,8               |
| Dagmar Enkelmann  | Die Linke.  | 33,1             | 29,8              |
| Lars Beyer        | NPD         | 3,3              | 3,4               |
| —                 | GRAUE       | —                | 1,2               |
| —                 | 50Plus      | —                | 0,7               |
| —                 | MLPD        | —                | 0,2               |
| Reimar Wendland   | Offensive D | 0,2              | —                 |
| Péter Vida        | unabhängig  | 1,2              | —                 |